# John Alan Lee
John Alan Lee (24 de agosto de 1933 - 5 de dezembro de 2013) foi um escritor canadense, ativista acadêmico e político, mais conhecido como um dos primeiros defensores dos direitos LGBT no Canadá, por sua pesquisa acadêmica sobre aspectos sociológicos e psicológicos do amor e sexualidade, e por sua defesa do suicídio assistido e do direito de morrer na velhice.

## Vida pregressa
Nascido em Maxville, Ontário, em 1933,  ele cresceu como discente da Provincial Children's Aid Society  depois que seu pai abandonou a família e sua mãe ficou emocional e financeiramente incapaz de cuidar de Lee e de seu irmão David enquanto mãe solo.
Ele foi operário de fábrica e sindicalista em sua juventude, e concorreu como candidato da Cooperative Commonwealth Federation no distrito eleitoral de Broadview nas eleições de 1958 .

## Educação e carreira acadêmica
Ele completou o curso de graduação em sociologia na Universidade de Toronto em 1956 e obteve o doutorado da Universidade de Sussex em 1971. Ele então ingressou na Universidade de Toronto como membro do corpo docente em 1971.  No mesmo ano, seu livro Teste Padrão: Televisão Instrucional no Scarborough College, Universidade de Toronto foi publicado pela University of Toronto Press, uma reportagem sobre televisão instrucional como meio na Universidade de Toronto Scarborough. Lecionando na universidade até se aposentar em 1999, foi autor de mais de 300 livros e artigos de sociologia, concentrando-se predominantemente no estudo sociológico da comunidade LGBT e na psicologia mais ampla do amor e da sexualidade. 
Seus artigos apareceram em publicações como o Canadian Journal of Higher Education, o Journal of Homosexuality, Psychology Today, The Body Politic, Canadian Forum e Christopher Street .  Seus livros mais notáveis foram The Colors of Love (1973), o primeiro trabalho proeminente de pesquisa sobre o conceito de estilos de amor,  e Getting Sex (1978), um estudo sobre cruzeiros sexuais gays.

## Ativismo
Em 1964, Lee começou a trabalhar como um "ativista gay disfarçado",  escrevendo cartas para várias publicações para protestar contra representações injustas e tendenciosas de pessoas LGBT e escrevendo suas próprias peças mais equilibradas.  Inicialmente realizando este trabalho anonimamente ou sob pseudônimos, em 1974 ele se assumiu oficialmente no The Judy LaMarsh Show da TVOntario, tornando-se uma das primeiras figuras profissionais do Canadá a se declarar gay. 
Em 1975, ele foi um dos fundadores da União Acadêmica Gay da Universidade de Toronto.  Em 1979, ele foi o organizador de um protesto pelos direitos LGBT que consistiu em uma manifestação pacífica de três dias nos escritórios do procurador-geral provincial Roy McMurtry .  Após a Operação Soap em 1981, ele foi um dos fundadores do Comitê de Direito à Privacidade. 
Ele também atuou em outras organizações, incluindo o Sierra Club, a Amnistia Internacional e a Sociedade Religiosa de Amigos . 
Mais tarde, ele atuou no Dying with Dignity, um grupo canadense de ativistas pelo direito de morrer .  Embora com a saúde debilitada, ele não estava com uma doença terminal,  mas defendeu que deveria ter o direito de morrer, alegando que sua vida estava completa e ele não tinha mais nada de novo que desejasse realizar ou alcançar.  Durante esta época, ele também publicou sua autobiografia, Love's Gay Fool, como um documento gratuito em seu próprio site. 
Ele acabou com sua vida em 5 de dezembro de 2013. 

## Honras
Em homenagem ao seu papel como um construtor significativo da cultura e história LGBT no Canadá, um retrato de Lee, do artista Norman Hatton, está em poder da The ArQuives: Coleção Nacional de Retratos dos Arquivos LGBTQ2+ do Canadá .  Os arquivos agora também guardam muitos de seus documentos pessoais e registros ao longo de sua carreira.